# 구니지마역
구니지마역(일본어: 柴島駅, くにじまえき)은 일본 오사카부 오사카시 히가시요도가와구에 소재하는 한큐 전철 센리 선의 역이다. 역 번호는 HK-87이다. 한큐 전철의 역 중에서도 난독의 역명으로 알려졌다. 구니지마 정수장을 끼고 교토 본선 소젠지 역이 인근에 입지하고 있다.
한큐 전철 지선의 중간역에서는 유일하게 통상 다이아의 통과 열차가 설정되어 있다(본 역에는 "보통"만이 정차하며, "사카이스지 준급"는 정차하지 않는다.).

## 역사
- 1925년 10월 15일: 신케이한철도의 덴진바시 역(현, 덴진바시스지 6초메 역) ~ 아와지 역간 개통과 동시에 영업 개시.
- 1930년 9월 15일: 회사 합병으로 인하여 게이한 전기철도 신케이한 선의 역이 됨.
- 1943년 10월 1일: 전시 합병에 따라 게이한신 급행전철(현, 한큐 전철)의 역이 됨.
- 1949년 12월 1일: 신케이한 선이 교토 본선으로 노선명이 변경되어 당역도 본 소속이 됨.
- 1959년 2월 18일: 선로 명칭 개편으로 교토 본선의 당역 ~ 덴진바시 역간 센리야마 선은 주소 선과 통일하여 교토 본선이 됨.
- 1967년 3월 1일: 센리야마 선이 센리 선으로 노선명 변경.

## 역 구조
상대식 승강장 2면 2선의 지상역이다. 분기기, 절대 신호가 없어 정류장으로 분류된다. 역사(개찰구)는 덴가차야 방향 승강장에 있으며 반대쪽의 기타센리 방향 승강장에는 덴가차야 방향의 과선교로 연결된다. 기타센리 방향 승강장은 폭이 좁다.

### 승강장
| 역사쪽 | ■ 센리 선(하행) | 덴진바시스지 6초메・도부쓰엔마에・덴가차야 방면                                |
| 반대쪽 | ■ 센리 선(상행) | 기타센리・다카쓰키시・교토・아라시야마・오사카 (우메다)・고베・다카라즈카 방면 |

※ 승강장 번호는 설정되지 않았다.
기본적으로 센리 선 직통 기타센리 역 발착 계통과 교토 본선 직통의 다카쓰키시 역 발착 계통이 교대에 정차하는 형태이다. 그래서, 직통 열차에 승차를 못해도 북쪽의 아와지 역에서 보통 열차와 평면 환승되는 다이아가 구성되어 해당역 환승 목적의 방향으로 가도록 편의를 꾀하고 있다. 이는 남쪽의 덴진바시스지 6초메 역은 물론 심지어는 상호 연결 운행 업체의 오사카 시영 지하철 사카이스지 선 각 역에 대해서도 마찬가지이다.

## 역 주변
주택지이지만, 역전 상점가는 없다.
- 교토 본선 소젠지 역 - 도보로 약 5분.
- 구니지마 정수장
- 요도가와 크리스트교 병원
- 구니지마 성
- 구니지마 신사
- 요시노리사
- 홋케지
- 셋쓰쿠니지마 성지
- 요도가와 오세기
- 히가시요도가와 구니지마 우체국
- 오사카 부립 구니지마 고등학교
- 오사카 시립 구니지마 중학교
- 요도가와 골프 클럽

## 한큐 교토 선과 센리 선의 연속 입체 교차 사업
한큐 교토 본선 3.3km(소젠지 역 부근 ~ 가미신조 역 부근)과 한큐 전철 센리 선 3.8km(구니지마 역 부근 ~ 스이타 역 부근)를 고가에 아와지 역의 교토 선과 센리 선의 평면 교차를 해소하고 17개의 건널목을 제거하는 사업이다. 사업 주체는 오사카 시에서 2008년 9월부터 공사에 착수했다. 2024년도 말에 고가 전환 예정이다.
새로운 구니지마 역 역사는 2층 역사로 현재의 역보다 약간 서쪽으로 이동한다. 역 구조는 1층이 개찰구와 대합실, 2층이 승강장으로 예정되어 있다.

## 사진

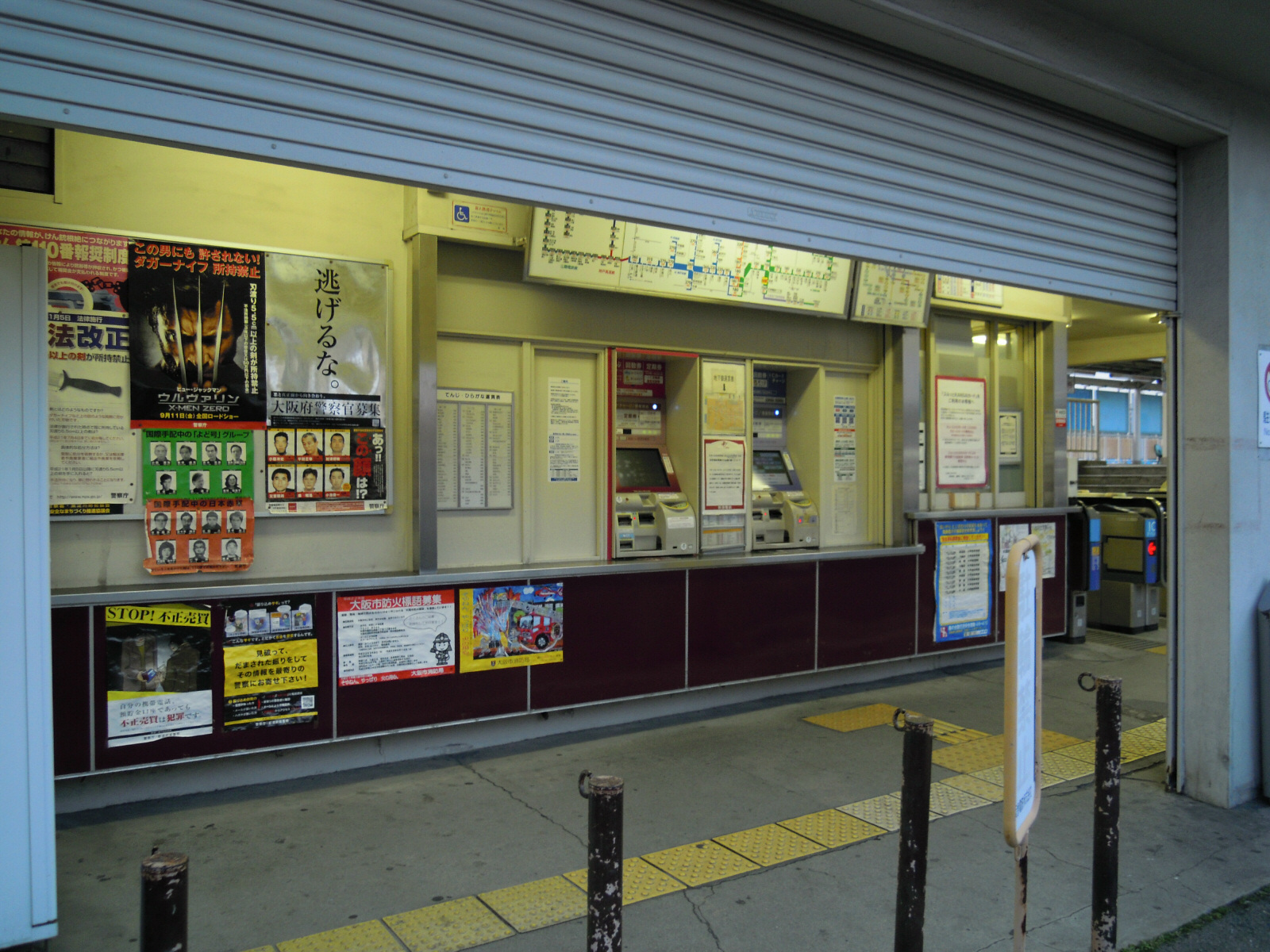
승차권 발매기
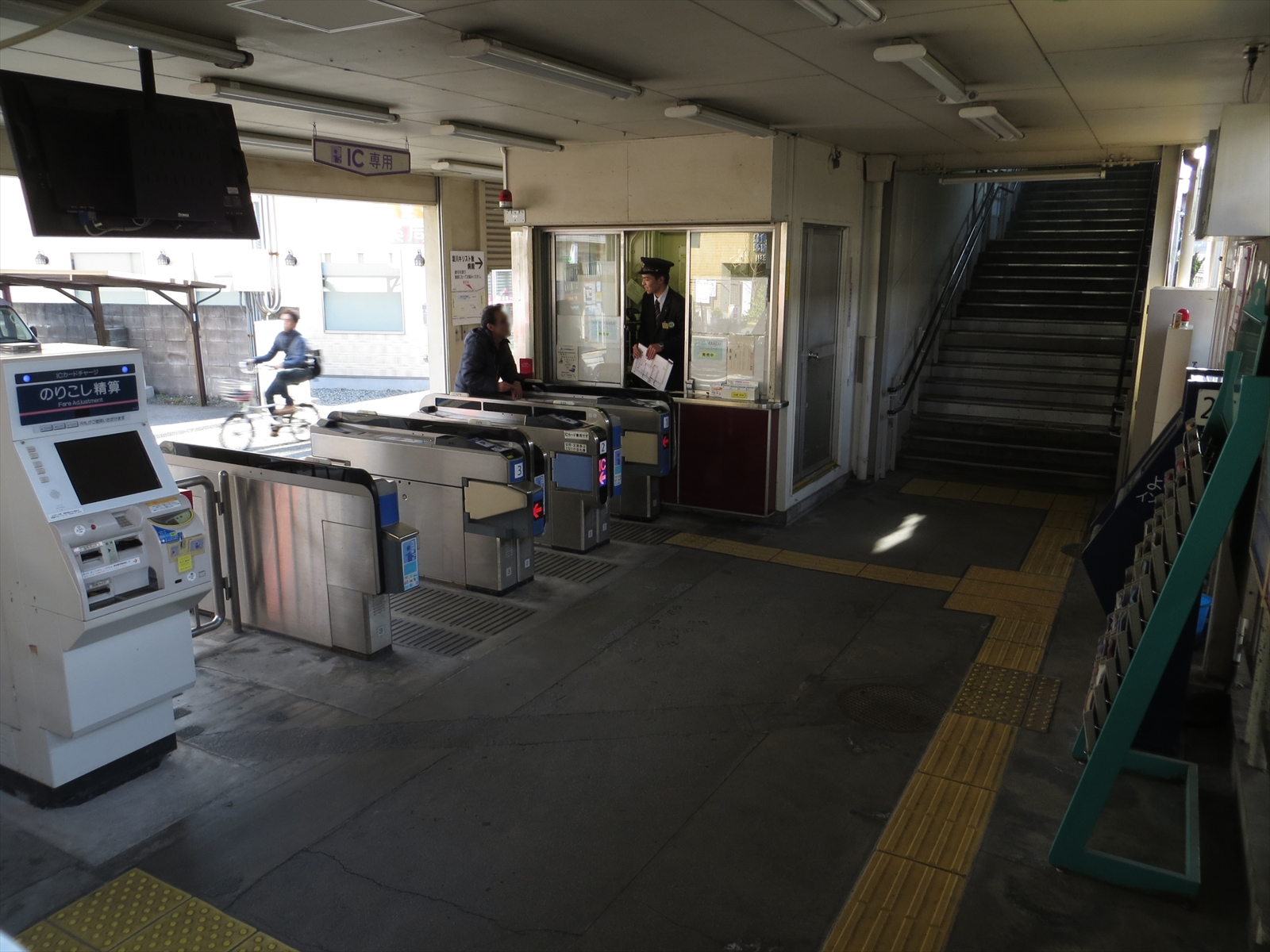
개찰구
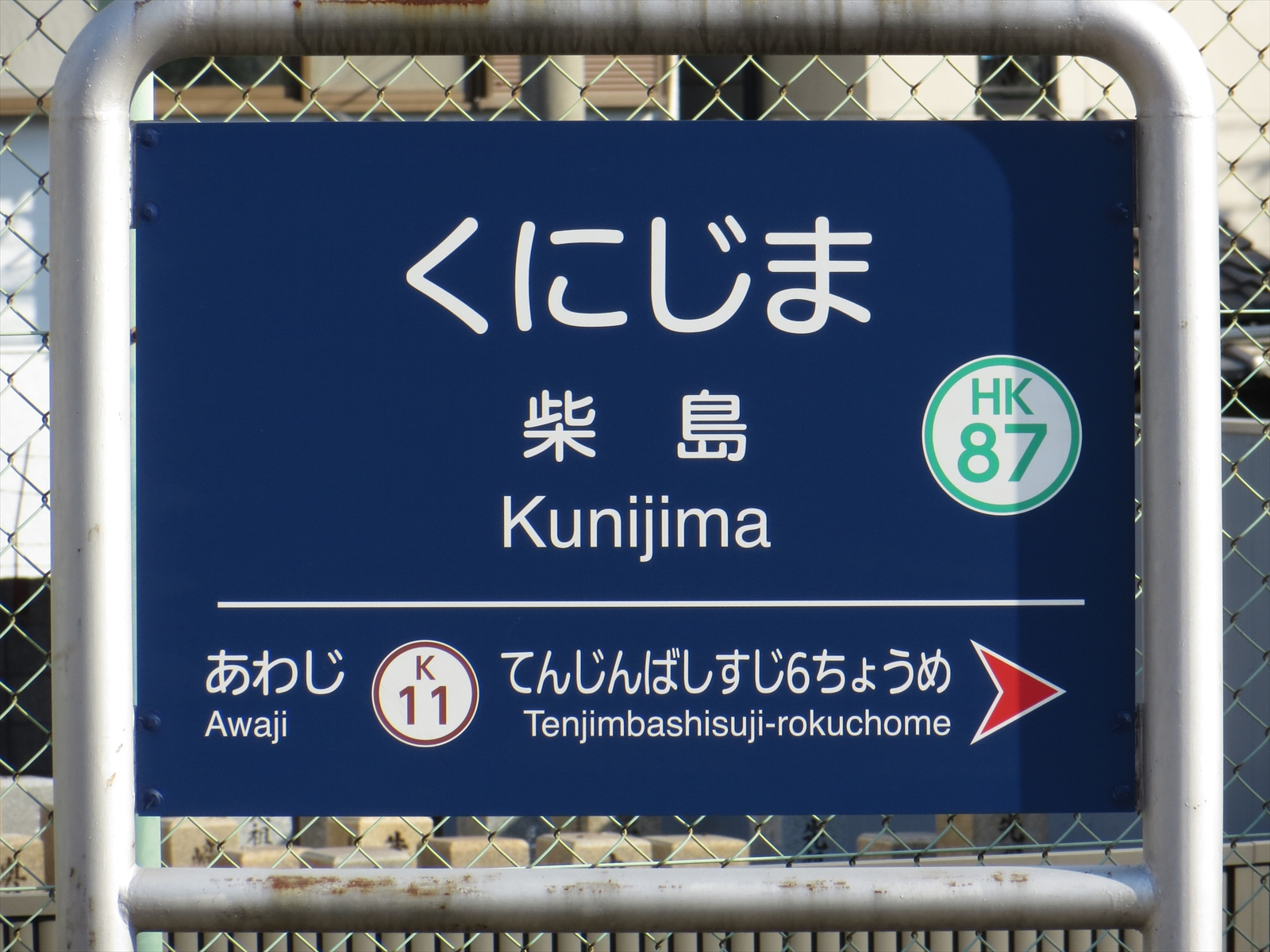
사카이스지 선 방면 역명판

## 인접역
| 한큐 전철 ■ 센리 선                            | 한큐 전철 ■ 센리 선 | 한큐 전철 ■ 센리 선        |
| ---------------------------------------------- | ------------------- | -------------------------- |
| K11 덴진바시스지 6초메 덴진바시스지 6초메 방면 | ■ 보통              | 아와지 HK-63 기타센리 방면 |